# Hyphessobrycon axelrodi
Hyphessobrycon axelrodi és una espècie de peix de la família dels caràcids i de l'ordre dels caraciformes. Va ser descrit el 1959 per l'ictiòleg brasiler Haroldo Pereira Travassos.
Viu a àrees de clima tropical entre 22-23 °C de temperatura, sovint in aigües salabroses a l'Illa de Trinitat. Pateix la pèrdua del seu hàbitat natural i és considerat gairebé amenaçat segons la classificació de la Llista Vermella de la UICN.
Els adults poden assolir fins a 2,2 cm de llargària total.